# Liberación (Segunda Guerra Mundial)
La liberación hace referencia, en Europa, al final de la Segunda Guerra Mundial, la progresiva recuperación por las fuerzas aliadas de los países y regiones invadidas por los ejércitos del Eje. El contexto descrito aquí es el de los países de Europa Occidental, el frente del Este fue denominado Gran Guerra Patriótica por la Unión Soviética.
En Francia, se traduce como el fin de la ocupación alemana, el fin del Régimen de Vichy y la ruptura con la Tercera República.

## Contexto histórico
En septiembre de 1939 comienza la Segunda Guerra Mundial. La ofensiva alemana en Francia comienza en la primavera de 1940 y, el 22 de junio de 1940, el gobierno francés firma el armisticio con la Alemania nazi. Comienza entonces un periodo denominado ocupación:
- el norte de Francia es ocupado por el ejército alemán: es la zona ocupada
- el sur de Francia permanece libre: es la zona libre, dónde se instala el gobierno de Vichy dirigido por Philippe Pétain.
- la Alsacia y la Mosela fueron anexionadas por Alemania.

Se desarrollan entonces los movimientos de Resistencia interior y exterior, dirigidos principalmente por el general De Gaulle desde Londres. El objetivo de esta Resistencia es liberar a Francia de la ocupación alemana con la ayuda de los Aliados (principalmente el Reino Unido y los Estados Unidos, o por lo menos acosar a las tropas del Reich.

## Desarrollo de la Liberación

### Liberación de Argelia en 1942
La liberación de Francia comienza con la liberación de la Argelia francesa en lo que se conoce como: Operación Torch.

### El USS Corsica
El USS Corsica o portaaviones inmóvil fue el apodo dado a Córcega, primer departamento liberado de la Francia metropolitana el 4 de octubre de 1943, después de su sublevación el 9 de septiembre del mismo año.
Ella se convertirá rápidamente en un punto estratégico del Mediterráneo, dónde convergirán las fuerzas aliadas. La isla contará con hasta 17 pistas de aviación, donde transitaron B25, P38, P40 o P47 con destino al continente.

### 6 de junio de 1944: el desembarco de Normandía
El 6 de junio de 1944, las tropas aliadas (Reino Unido, Estados Unidos y Canadá) lanzaron una ofensiva anfibia en la región de Caen, en Normandía. Esta importante operación es conocida con el nombre de Operation Overlord y la fecha con el nombre de D-day (Día D).
El objetivo era crear una cabeza de playa para desde allí penetrar en territorio francés y poder hacer retroceder las líneas alemanas. La operación es un éxito, a pesar de la encarnizada defensa, sobre todo en el sector de Omaha Beach. El precio del desembarco de los Aliados no fue despreciable: millares de caídos, sobre todo jóvenes soldados inexpertos que combatían por primera vez.

### Liberación de Francia y el Benelux
- Datos: Q125186765